# Cronologia da história do Timor-Leste
As seguintes tabelas descrevem os acontecimentos que marcaram a História de Timor-Leste, por ordem cronológica. 

## Período Pré-colonial
| Ano                    | Evento(s) |
| ---------------------- | --- |
| 42,000 a,C             | - As pessoas deixam a sua marca na Caverna de Jerimalai, no extremo leste de Timor. |
| 20,000-40,000 a.C      | - Imigração de grupos vedo-austronésios, ancestrais do Atoin Meto. |
| 3000 a.C               | - Imigração dos melanésios, ancestrais dos Fatalucu (incertos), Macasae, Makalero e Bunak. |
| 2500 a.C               | - Imigração de proto-malaios. |
| 500 a.C                | - Possível imigração de deutero-malaios. |
| Século VII-Século XIII | - O Império Serivijaya governa partes do arquipélago malaio. A dominação de Timor é extremamente controversa. |
| Século X               | - O sândalo timorense é exportado para a China e Índia. |
| 1225                   | - O chinês Zhao Rukuo nomeia Timor como local de origem do sândalo. |
| 1292-Século XIV        | - O Império Majapahit governa partes do arquipélago indonésio. A dominação de Timor é extremamente controversa. |
| Século XIV             | - Imigração dos tetúns. |
| 1350                   | - O chinês Tao-i chin-lueh descreve o comércio de sândalo em Timor. |
| 1511                   | - 11 de Agosto: Afonso de Albuquerque conquista o Sultanato de Malaca. Isso abriu o caminho para os portugueses para as ilhas orientais. |
| 1512                   | - António de Abreu é o primeiro europeu a chegar ao Timor. |
| 1514                   | - 2 de Janeiro: Primeira menção da ilha de Timor pelo seu nome num documento português. |
| 1515                   | - Os dominicanos vão ao Timor como missionários. |
| 1520                   | - Os portugueses desembarcam pela primeira vez na baía de Díli. |
| 1522                   | - 26 de Janeiro á 13 de Fevereiro: Antonio Pigafetta visita o Timor no âmbito da expedição de Fernão de Magalhães e apresenta pela primeira vez uma descrição mais detalhada da ilha. |
| 1551                   | - Depois que o imperador Jiajing proíbe o comércio marítimo, os comerciantes chineses ficaram afastados do Timor por mais um século. |
| 1556                   | - Os dominicanos fundam Lifau, seu primeiro assentamento fixo em Timor. |
| 1586                   | - Portugal declara grande parte de Timor coo colônia portuguesa. |
| 1590                   | - A primeira igreja em Timor é construída em Mena. |
| 1595                   | - Abril: Antonio Viegas torna-se o primeiro capitão-geral ao assumir as funções de governador na região. |
| 1613                   | - 4 de Junho: O holandês Apolônio Schotte desembarca em Mena. Pouco depois, Mena, Asson e outros reinos entram em uma aliança forçada com a Holanda. Poucos dias depois, Schotte conquista a fortaleza portuguesa de Cupão.                                                                           |
| 1616                   | - Os holandeses desistem de suas bases em Timor. |
| 1640                   | - Camiliquio, o sultão muçulmano de Tallo, realiza incursões na costa de Timor durante três meses. - Os holandeses estabelecem uma base na baía de Cupão. |
| 1641                   | - Os reis de Mena e Lifau formam uma aliança com Portugal e se convertem ao cristianismo. - 26 de Maio: Francisco Fernandes derrota uma força liurais de Wehale na fronteira de Mena. |
| 1641/1642              | - Portugal inicia a ação militar e subjuga o Timor Ocidental, incluindo Sonba'i e Wehale. |
| 1642                   | - Timor recebe o nome de Ilha de Santa Cruz. - Um forte português é reconstruído em Cupão. - Os topasses se instalam no Timor. |
| 1644                   | - Dois ataques holandeses ao forte português em Cupão falham. - Os liurai de Luca e Açao são cristianizados. |
| 1647                   | - Um vigário-geral é nomeado para Timor. - Antonio de São Jacointo reforça a fortaleza em Cupão. |
| 1650                   | - Os portugueses de Goa ameaçam os timorenses cristãos a não realizar comércio com qualquer povo que não fossem eles mesmos. |
| 1653                   | - Os holandeses destroem a base portuguesa em Cupão, mas ela é reconstruída. |
| 1655                   | - O liurai de Sonba'i rompe a aliança com Portugal e ataca os portugueses em seu reino. Depois disso, é formada uma aliança com os holandeses. |
| 1656                   | - 27 de Janeiro: Arnold de Vlamigh van Outshoorn conquista Cupão, mas logo abandona a cidade depois de varias baixas militares. - Um comandante português é apontado como o primeiro administrador da colônia.                                                                                        |
| 1658                   | - Os topasses e os portugueses destroem o reino de Sonba'i. Os sobreviventes se estabelecem em Kupang. |
| 1661                   | - A Companhia Holandesa das Índias Orientais conclui um acordo com Portugal; os holandeses podem manter seu posto em Kupang, mas a supremacia portuguesa sobre a maior parte da ilha é inicialmente reconhecida.                                                                                      |
| 1665                   | - Capitão Simão Luis é pela primeira vez nomeado Comandante-em-Chefe de Timor e Solor. Entretanto ele morre antes de ser nomeado. - Sonbai Kecil, Helong e Amabi aliaram-se à Companhia Holandesa das Índias Orientais.                                                                               |
| 1667                   | - Maubara cai sob a soberania holandesa. |
| 1673                   | - António da Hornay é o governante de facto de Larantuca, Solor e partes de Timor. |
| 1678                   | - Rajá Ama Besi de Kupang se alia aos Amarasi e ataca o sucessor de seu trono, que é apoiado pela Companhia Holandesa das Índias Orientais. - Ade (Vemasse) e Manatuto, que se aliaram aos holandeses e aos macassars, são capturados por uma frota de topasses e colocados sob soberania portuguesa. |
| 1683                   | - Povos Amfo'an se aliam com a Companhia Holandesa das Índias Orientais. - Povos Taebenu se aliam à Companhia Holandesa das Índias Orientais. |
| 1688                   | - Os topasses e os portugueses destroem o reino de Taebenu. Os sobreviventes se estabelecem em Kupang. - Com a ajuda dos "cinco aliados leais", a Companhia Holandesa das Índias Orientais (VOC) finalmente conquistou Kupang.                                                                        |
| 1697                   | - O dominicano Manuel de Santo António vai ao Timor. Em 1701 foi nomeado pelo Papa Clemente XI como bispo de Malaca e residiu em Lifau até 1722. - O governador António de Mesquita Pimentel é enviado de volta a Goa acorrentado por Domingos da Costa.                                              |
| 1698                   | - O sucessor de Pimentel, André Coelho Vieira, é interceptado e mandado de volta em Larantuka por Domingos da Costa. |

## Colonização portuguesa
| Ano           | Evento(s) |
| ------------- | --- |
| 1702          | - 20 de Fevereiro: António Coelho Guerreiro é o primeiro governador português a tomar posse em Timor. Lifau torna-se o centro administrativo. |
| 1708          | - Domingos da Costa sitia Lifau após a prisão injusta de Mateus da Costa de Viqueque. O bispo Manuel de Santo António consegue persuadi-lo a acabar com o cerco em 1709. |
| 1710 á 1714   | - São introduzidos os pagamentos de tributos em ouro dos liurais aos portugueses (Quinto). |
| 1711 á 1713   | - Os governantes de Amakono se rebelam após o bispo Santo António insultar o deus Sonba'i. A rebelião falha e os líderes fogem para Kupang. Domingos da Costa devasta então a região em torno de Kupang. |
| 1719          | - Um grupo de liurais formam o Pacto da Camenaça contra os portugueses. Começo da Rebelião de Cailaco. |
| 1722          | - D. Santo António envia tropas de Amakono contra os topasses. Os Amakono são massacrados. - Rebelião Amakono. - Guerreiros de Luca atacam coletores de tributos portugueses. - O bispo Manuel de Santo António é expulso de Timor pelo governador António de Albuquerque Coelho. |
| 1722-1725     | - Os topasses cercam o Lifau português sob Francisco da Hornay II. |
| 1723          | - O imperador Yongzheng permite oficialmente o comércio exterior novamente. Após a entrada de comerciantes chineses de Cantão, o comércio de sândalo deixa de ser lucrativo para os portugueses de Macau. |
| 1725          | - O Pacto Kamenasa destrói várias igrejas e massacra missionários e cristãos timorenses. |
| 1726          | - 23 de Outubro á 8 de Dezembro: Os portugueses cercam sem sucesso os rebeldes nas Pedras de Cailaco por 40 dias. |
| 1727          | - 13 de Janeiro: Alguns liurais rebeldes se rendem e renovam a aliança com Portugal. |
| 1730          | - O governador Pedro de Melo alia-se aos liurais dos arredores de Díli e resiste a um cerco de 85 dias em Manatuto (terminando em 13 de janeiro de 1731). |
| 1730/1731     | - Lifau é sitiada pelos rebeldes e Topasse. |
| 1731          | - 19 de Setembro: Kamenasa faz as pazes com os portugueses, logo depois Varella e Vemasse se rebelam. - O governador Pedro de Rego Barreto da Gama e Castro estabelece uma guarnição portuguesa em Manatuto. |
| 1732          | - Varella e Vemasse declaram a paz com os portugueses. |
| 1734          | - Batugade se rebela contra Portugal. |
| 1735          | - Os topasses atacam sem sucesso os holandeses. |
| 1736-1738     | - O aliado português Amanuban submete-se temporariamente ao aliado holandês Amabi. |
| 1737          | - 10 de Julho: Pela primeira vez, as regras para o pagamento do tributo são estabelecidas por escrito. - Topasses e portugueses formam novamente uma aliança. |
| 1739          | - O governante supremo de Belu rebela-se contra os portugueses. |
| 1740          | - Geraldo de São José, o bispo de Malaca, morre em Lifau em circunstâncias misteriosas |
| 1741          | - Revoltas em Oe-Cusse. |
| 1742          | - O primeiro seminário em Timor é fundado em Lifau. |
| 1745          | - Os topasses atacam sem sucesso os holandeses. |
| 1747          | - O segundo seminário em Timor é fundado em Manatuto. |
| 1748-1749     | - Amfo'an ataca os topasses, que então atacam Amanuban e Amakono. Ambos, então, aliam-se com o lado holandês. |
| 1749          | - 18 de Outubro: O ataque conjunto dos portugueses e topasses contra Kupang, que termina em desastre, apesar da força superior. - 9 de Novembro: Batalha de Penfui; os holandeses derrotaram os topasses. Amarasi e outros reinos aliam-se aos holandeses. Mais tarde, Amarasi e Amakono voltam a juntar-se aos portugueses. |
| 1751          | - Março: Os holandeses atacam o reino de Amakono. O governante é exilado. - Abril: Rebeldes de Timor Ocidental voltam a atacar topasses e portugueses. |
| 1752          | - Os holandeses atacam os reinos de Amarasi e Noimuti. Cercado por Amarasi, o liurai então deixa seus guerreiros combaterem entre si com mais de cem mulheres e crianças. - Os holandeses abrem mão de seu monopólio do comércio de sândalo e vendem comissões de extração de madeira. |
| 1756          | - 48 reis e chefes de Solor, Rotis, Sawus, Sumba e uma grande parte de Timor Ocidental fazem uma aliança com a Companhia Holandesa das Índias Orientais (VOC) no Tratado de Paravicini. - Um forte holandês é construído em Maubara. |
| 1759          | - O governador Vicente Ferreira de Carvalho vende Lifau aos holandeses por iniciativa própria. |
| 1760          | - O comandante dos holandeses, Hans Albert von Plüskow, é assassinado pelos Topasses quando desejava tomar posse de Lifau. A cidade permanece sob domínio português. - O governador Sebastião de Azevedo e Brito é preso pelo dominicano Jacinto da Conceição e deportado para Goa. Um conselho de governo com ele assume a administração. |
| 1761/1762     | - Jacinto da Conceição é assassinado por um de seus capangas. Um novo conselho de governo assume o poder até a chegada do novo governador, Dionísio Gonçalves Rebelo Galvão, em 1763. |
| 1765          | - 28 de Novembro: O governador Dionísio Gonçalves Rebelo Galvão é envenenado pelos Topasses. Administração provisória da colónia pelos frades dominicanos António de São Boaventura e José Rodrigues Pereira até 1768. |
| 1766 até 1769 | - Francisco e António da Hornay terminam a divisão dos topasses através de uma aliança e sitiam Lifau. |
| 1768          | - O governador António José Teles de Meneses desembarca em Lifau com um batalhão de Sica (Flores). |
| 1769          | - 11 de Agosto: Os portugueses desistem de Lifau. Fim da Rebelião de Cailaco. - 10 de Outubro: Díli torna-se a nova capital da colónia portuguesa. Pouco tempo depois, 42 Liurais juram fidelidade à região sob domínio de Portugal. |
| 1779          | - Um incêndio acontece em Díli, destruindo boa parte de escrituras sobre a história dos portugueses na ilha. - O governador Caetano de Lemos Telo de Meneses é exilado em Moçambique devido a sua administração brutal. |
| 1777-1785     | - O Reino de Luca se revolta contra os portugueses com a Guerra dos Loucos. |
| 1785          | - As estações aduaneiras portuguesas surgem na costa norte de Timor. |
| 1787          | - Oe-Cusse Ambeno regressa ao domínio português. |
| 1788-1790     | - Rebelião em Manatuto; governador Feliciano António Nogueira Lisboa é preso e exilado. |
| 1790          | - Pedro da Hornay ataca Maubara, conseguindo apenas que Maubara renovou a sua aliança com a Holanda. |
| 1796          | - 22 de Setembro: A construção de uma fortaleza de pedra começa em Díli pela primeira vez. |
| 1796-1799     | - Guerra de Maubara; Conflito entre a Grande Sonba'i com Portugal. |
| 1803          | - Rebelião no Reino de Vemasse; D. Felipe de Freitas, filho ilegítimo dos Liurais de Vemasse, é o primeiro rebelde timorense a ser exilado para Goa. |
| 1807          | - Rebelião no Reino de Venilale. |
| 1810 á 1812   | - O cargo de governador se torna vacante. A administração é feita por um Conselho Governativo. |
| 1811          | - Lacluta, Maubara e Cailaco se rebelam contra o pagamento do tributo. |
| 1815          | - O governador José Pinto Alcoforado e Sousa (1815-1820) reprime uma rebelião em Batugade. - O café é plantado pela primeira vez no Timor Português (na então Maubara holandesa em meados do século XVIII). |
| 1818          | - 20 de Abril: Os holandeses ocupam Atapupu. |
| 1832          | - Após a morte do governador Miguel da Silveira Lorena, um Conselho Governativo é conformado. Mais tarde, D. Vicente Ferreira Varela, assumiu sozinho o governo da colônia. - Revoltas em Cowa. |
| 1834          | - Todos os missionários são banidos pelos portugueses. |
| 1844          | - Os portos do Timor Português são declarados portos abertos. |
| 1845          | - O governador Julião José da Silva Vieira ataca o reino de Cairui. |
| 1847          | - Piratas bugineses atacam a cidade de Same, no município de Lautém. Durante quatro meses e meio resistiram a 3.000 guerreiros timorenses. |
| 1848          | - Os rebeldes devastam o reino de Ermera. O liurai de Oecussi vai em socorro dos portugueses e ataca o também rebelde reino de Balibó. Além disso, Oecussi também escala Janilo (Jenilu). |
| 1850          | - 30 de Outubro: As possessões portuguesas nas Ilhas da Sonda Menor recebem o estatuto de província autónoma. |
| 1851          | - Julho: O governador José Joaquim Lopes de Lima concorda com os holandeses em uma nova fronteira e vende arbitrariamente as possessões portuguesas nas ilhas vizinhas. - 15 de Setembro: A colônia é colocada de volta sob a suserania de Macau. - Lopes de Lima envia uma expedição punitiva contra o Reino de Sarau, que teria colaborado com piratas bugineses. |
| 1852          | - 8 de Setembro: Lopes de Lima é deposto. |
| 1854          | - 26 de Dezembro: Missionários e padres são autorizados a voltar para Timor. - Abolição da escravidão. |
| 1854 até 1859 | - Renegociação das fronteiras coloniais entre Países Baixos e Portugal. Eles são concluídos com o Tratado de Lisboa. |
| 1856 até 1859 | - Manumera rebela-se sem sucesso contra os portugueses sob o governador Luís Augusto de Almeida Macedo. |
| 1859          | - Liurai D. Domingos de Freitas Soares de Vemasse rebela-se contra os portugueses e é exilado para Lisboa. - Ataúro é cedido aos portugueses pelos holandeses. |
| 1860          | - Timor Português divide-se pela primeira vez em dez distritos |
| 1861          | - Janeiro-Abril: O naturalista Alfred Russel Wallace visita Timor. - Fevereiro: Início da rebelião de Laclo e Ulmera. - Abril: Os holandeses cede Maubara aos portugueses. - Conflitos entre os portugueses e o Reino de Laclo. - 10 de Junho: O governador Afonso de Castro declara estado de emergência em Díli por causa da rebelião de Laclo e Ulmera. - 26 de Agosto: A revolta em Laclo é esmagada. O estado de sítio é levantado em Díli. - Setembro: A revolta em Ulmera é esmagada. |
| 1863          | - 17 de Setembro: O Timor Português torna-se uma província autônoma do império colonial. - Oecussi recebe o status de distrito da colônia. - Revolta em Laga é esmagada. |
| 1864          | - Díli recebe o status de cidade. - O governador José Manuel Pereira de Almeida é expulso por soldados amotinados por causa dos salários em atraso. Um Conselho Governativo assume o governo por dois meses. |
| 1865          | - Cotubaba, Cowa e Balibo rebelam-se contra os portugueses. |
| 1866          | - 24 de Agosto: Incêndio em Díli; metade da cidade é destruída. - 26 de Novembro: O Timor Português volta à soberania de Macau. - Revolta em Fatumasi é esmagada. |
| 1867          | - Agosto: Revolta de Vemasse é esmagada. - Motim em Lermean é contido. - Faturó e Sarau assinam uma aliança com Portugal. |
| 1868          | - 20 de Agosto: Em ofensiva contra Cowa, os portugueses destroem três aldeias, mas depois são obrigados a recuar. - Os portugueses usam a força militar para obrigar Sanirin a pagar o tributo. |
| 1869          | - 18 de março: Macau e Timor podem, pela primeira vez, enviar uma comissão ao parlamento português e, pouco depois, Timor também pode enviar o seu próprio parlamentar. - Epidemia de cólera em Díli. |
| 1871          | - 1 de Junho: Balibo aceita a suserania portuguesa. |
| 1877          | - 12 de Novembro: O proselitismo do interior da ilha é ordenado por decreto. Os missionários agora têm permissão para fundar escolas. Padre Medeiros torna-se Vigário Geral e Superior da Igreja |
| 1881          | - 1 de Junho: Cowa aceita a suserania portuguesa. |
| 1884          | - Portugal toma posse oficialmente de Ataúro com uma cerimónia. |
| 1886          | - Maio-Junho: Revolta em Maubara. |
| 1887          | - 3 de Março: Revolta dos Moradores; O governador Alfredo de Lacerda Maia é assassinado. - Epidêmia de Díli. |
| 1889          | - Vários novos postos alfandegários são estabelecidos na costa norte. |
| 1893          | - 10 de Junho: Na Convenção de Lisboa, é constituída uma comissão de peritos para decidir sobre o futuro dos enclaves portugueses e neerlandeses em Timor. - Junho: A canhoneira Diu bombardeia Vatuboro e Dato, pondo fim à revolta de Maubara. - 14 de Julho: O reino rebelde de Atabae rende-se e assina um tratado de vassalagem com Portugal. - Novembro: Maubara assina um tratado de vassalo com Portugal. - Hera e Dailor assinam um tratado de vassalo com Portugal. - Dezembro: Epidemia de cólera na colônia. |
| 1894          | - Ofensiva militar portuguesa contra Lamaquitos, Agassa, Volguno e Luro-Bote. - Com a pataca, Timor Português tem pela primeira vez a sua própria moeda. |
| 1895          | - Março: Ofensiva militar portuguesa contra Fatumean, Fohorem, Lalawa, Casabauc, Calalo, Obulo e Marobo. - Agosto: Portugal declara guerra com Manufahi e vários pequenos reinos aliados. - Setembro: Fatumean assina um tratado de vassalo com Portugal. |
| 1896          | - Março: Buibau e Luca assinam um tratado de vassalo com Portugal. - 17 de Outubro: Timor Português torna-se finalmente adota o estatuto de "distrito autónomo". |
| 1897          | - Abril: Guerra entre Lamaquitos e Lakmaras. Tropas holandesas e portuguesas também são atraídas para a luta. Lakmaras fica sob a soberania de Lamaquitos e, portanto, de Portugal. Maucatar torna-se um enclave. |
| 1898          | - A Grã-Bretanha e a Alemanha concordam no Tratado de Angola que, em caso de insolvência de Portugal, o Timor Português deve cair para a Alemanha. |
| 1899          | - Visita da Comissão a Timor |
| 1900          | - 18 de Outubro: Durante a Guerra de Manufahi, Maubisse é tomada pelos portugueses - 26 de Outubro: Os portugueses conquistam Letefoho na Guerra de Manufahi - 6/19 de Novembro: Os portugueses tentam sem sucesso tomar a fortaleza do Monte Leolaco de Dom Duarte de Manufahi - 21 de Novembro: Acordo de paz entre Portugal e Manufahi. Dom Duarte renuncia ao cargo de liurai de Manufahi em favor de seu filho Boaventura. |
| 1902          | - 23 de Junho/3 de Julho: Conferência luso-holandesa em Haia sobre Oe-Cusse Ambeno - Rebelião de Ainaro |
| 1903          | - Rebelião em Letefoho e Aileu. |
| 1904          | - 1 de Outubro: A Convenção de Haia sobre o intercâmbio de várias zonas fronteiriças é aprovada. Ratificação em Portugal, em 1909. - Rebelião em Quelicai. |
| 1905          | - Pela primeira vez, os habitantes de Ataúro têm de pagar impostos a Portugal. |
| 1906          | - 13 de Setembro: O imposto de votação é introduzido. |
| 1907          | - Rebelião em Manufahi. - Nai-Cau ganha a autonomia de Soro do Reino de Atsabe. |
| 1908          | - Portugal retira formalmente a autoridade e jurisdição dos Liurais. |
| 1910          | - 30 de Outubro: A queda da monarquia portuguesa (6 de outubro) é anunciada oficialmente na colônia. O governador renuncia, os oficiais assumem a administração até a chegada do novo governador. - Todos os missionários são novamente expulsos do Timor Português. - Os holandeses ocuparam Lakmaras. |
| 1911          | - Fevereiro: As tropas holandesas impedem Portugal de ocupar Maucatar de acordo com o tratado. - 11/18 de Julho: Portugal ocupa o disputado território de Lakmaras e é novamente expulso pelos Países Baixos. - 8 de Dezembro: O posto militar do Suai é evacuado devido à ameaça de Manufahi. - 24 de Dezembro: Revolta em Manufahi; D. Boaventura da Costa inicia a revolta na região. - 29 de Dezembro: 1.200 timorenses fogem para Maucatar temendo represálias portuguesas. |
| 1912          | - Maio: Rebelião em Ambeno - 27 de Maio: Batalha do Cablac entre Boaventura e os portugueses. - 11/12 de Junho: Boaventura é sitiada pelos portugueses perto do Cablac. - 29 de Junho/25 de Julho: Rebeldes cercam os portugueses em Baucau. - 8/10 de Agosto: Massacre de Leolaco; Mais de 3.000 timorenses são mortos. - 26 de Outubro: Boaventura é capturado. A rebelião de Manufahi é esmagada. - O Banco Nacional Ultramarino (BNU) abre uma sucursal em Díli. As notas são emitidas pela primeira vez. |
| 1913          | - Convenção de 1913: Dsiputa de fronteiras luso-holandesa no Tribunal Permanente de Arbitragem de Haia. |
| 1914          | - 25 de Junho: Sentença arbitral sobre nova fronteiro entre Países Baixos e Portugal é definida; fixação das fronteiras atuais. - Agosto: O cruzador alemão Emden aparece desembarca na colônia ainda neutra durante a Primeira Guerra Mundial e recebe ordens de deixar as águas pelo governador Filomeno da Câmara de Melo Cabral. |
| 1916          | - 9 de Março: Portugal declara guerra aos impérios centrais. Não há batalhas perto do Timor. - 17 de Agosto: Assinatura do tratado final sobre a demarcação de Timor. O pânico eclodiu em Maucatar e 5.000 moradores fugiram para a parte ocidental da ilha. |
| 1918          | - 4 de Maio: A pataca torna-se oficialmente a única moeda válida em Timor Português (decreto de 1915). |
| 1920          | - 2 de Janeiro: O Timor Português emite pela primeira vez as suas próprias notas. |
| 1926          | - A derrubada de árvores de sândalo é proibida. |
| 1932          | - Fevereiro: Os campos de internamento para deportados criados pelo governador António Baptista Justo vão ser encerrados por ordem do governo em Lisboa. - 5 de Dezembro: Com o Decreto Nº 21.943 quase todos os deportados nas colônias são perdoados. |
| 1933          | - A proibição do proselitismo é levantada novamente com a nova constituição portuguesa (por lei de 1935). |
| 1939          | - Julho: Criação dos Transportes Aéreos de Timor (TAT). |
| 1940          | - 4 de Setembro: Diocese de Díli é separada de Macau. - Em uma concordata, a Igreja Católica recebeu o monopólio educacional na colônia. - Nanyo Kohatsu K.K. compra 48% das ações da Sociedade Agrícola Pátria e Trabalho (SAPT), que era a única empresa plantadora da colônia desde 1841 e controla 20% do comércio exterior. |
| 1941          | - Dezembro: Tropas holandesas e australianas ocupam a colônia neutra como medida preventiva contra os japoneses durante a Segunda Guerra Mundial. Há protestos protestos portugueses. |
| 1942          | - 19/20 de fevereiro: O Japão lança uma invasão de Timor. Início da Batalha de Timor. Entre 40.000 e 70.000 timorenses morrem durante a ocupação. - Abril: Faic, liurai de Fohorem, fracassa na revolta contra os portugueses e foge para Atambua. - Junho: A população de Díli é evacuada devido ao bombardeio aliado. - Julho: Timorenses apoiados pelos japoneses rebelam-se sem sucesso contra os portugueses em Turiscai e Hatulia. - 8 de Agosto: Liurai Faic ataca a zona fronteiriça com os seus homens e mata um oficial português. - 11 de Agosto: Rebelião de Maubisse; portugueses e cristãos timorenses são atacados. - 31 de Agosto: Colunas Negras matam vários portugueses em Aileu (então Vila General Carmona). - 23 de Setembro: O HMAS Voyager encalha em uma missão de evacuação em Betano e é abandonado na noite de 25 de setembro. - 24 de Outubro: 600 portugueses são aprisionados em campos de trabalhos forçados pelos japoneses. - 30 de novembro-1 de dezembro: HMAS Armidale afundado em Betano. |
| 1943          | - 10 de Fevereiro: As últimas tropas aliadas saem de Timor. |
| 1945          | - 5 de Setembro: O Japão devolve oficialmente o controle do Timor a Portugal. - 26 de Setembro: Cerimónia oficial de rendição dos japoneses em Díli. - 27 de Setembro: O NRP Bartolomeu Dias e o NRP Gonçalves Zarco são os primeiros navios portugueses a chegar a Díli após a libertação. |
| 1951          | - Timor Português é declarado uma província ultramarina. |
| 1957          | - Muitos timorenses de ascendência árabe adquirem cidadania indonésia. |
| 1959          | - 7/18 de Junho: Rebelião de Viqueque de 1959 |
| 1961          | - 9 de Abril: O Bureau de Luta pela Libertação de Timor proclama a República Unida de Timor em Batugade. A revolta é rapidamente reprimida. |
| 1966          | - 15 de Maio: 21 pessoas morrem em um acidente de trânsito na estrada de Fatubessi para Ermera. - Dezembro: Incidentes entre forças indonésias e portuguesas na fronteira. Os indonésios bombardeiam Oecussi com morteiros e queimam algumas aldeias. |
| 1972          | - Timor Português torna-se uma província autónoma de Portugal. Aos residentes é concedida a cidadania portuguesa de forma limitada. |
| 1973          | - 30 de Abril: O cargueiro O Arbiru afunda no Mar das Flores. Apenas uma das 24 pessoas a bordo sobreviveu. |
| 1974          | - 25 de Abril: Revolução dos Cravos; queda do Estado Novo. - 11 de Maio: Com a União Democrática Timorense (UDT), é fundado o primeiro partido em Timor-Leste. - 13 de Maio: Criação da Comissão para a Autodeterminação de Timor pelo Fernando Alves Aldeia. - 20 de Maio: É fundada a Associação Social Democrática Timorense (ASDT), que muda a sua designação para Frente Revolucionária de Timor-Leste Independente (FRETILIN) a 11 de Setembro. - 27 de Maio: Fundação da Associação Popular Democrática Timorense (APODETI). - 6 de Setembro: O primeiro-ministro australiano Gough Whitlam e o presidente da Indonésia, Suharto, discutem sobre Timor Leste em uma reunião perto de Wonosobo. - 14/15 de Outubro: Conversas Indonésio-Portuguesas sobre Timor Leste em Lisboa. - 18 de Novembro: Mário Lemos Pires torna-se o último governador-geral de Timor Português. |
| 1975          | - 21 de Janeiro: A UDT e a FRETILIN conformam uma coligação. - Março: A FRETILIN, a UDT e os portugueses formam um governo provisório para a colónia. - 9 de Março: Conferência Luso-Indonésia em Londres acerca da situação de Timor-Leste. - 13 de Março: A FRETILIN ganha as eleições primárias no distrito de Lautém. - Abril: Governador Pires cria a Comissão de Descolonização de Timor (CDT). - 4 de Abril: Whitlam e Suharto discutem Timor Leste em reunião em Townsville. - 6 de Junho: Tropas indonésias disfarçadas de combatentes da UDT ocupam o enclave de Oe-Cusse Ambeno. - 26/28 de Junho: António de Almeida Santos, Ministro da Coordenação dos Assuntos Interterritoriais, encontra-se em Macau com representantes da UDT e APODETI e diplomatas indonésios. - 11 de Agosto: Tentativa de golpe de Estado pela UDT. Uma guerra civil de três semanas estoura entre a UDT e a FRETILIN, da qual a FRETILIN sai vitoriosa. - 20 de Agosto: As Forças Armadas de Libertação Nacional de Timor-Leste (FALINTIL) são fundadas como braço armado da FRETILIN. - 27 de Agosto - Governador Pires foge para a ilha de Ataúro. Isso acaba com o domínio português sobre Timor. - No massacre de Wedauberek em Manufahi, combatentes da UDT matam onze apoiantes da FRETILIN. - 4 de Setembro: Combatentes da UDT e outros refugiados sequestram um avião militar australiano para fugir de Baucau para Darwin. - 8 de Outubro: Os indonésios ocupam Batugade e no decurso de uma semana todo o distrito de Bobonaro e distrito de Cova Lima. - 16 de Outubro - Dois jornalistas de televisão britânicos e três australianos (Balibo Five) são assassinados por soldados indonésios ao tomar Balibo. - Maliana é ocupada pelos indonésios. - Ataque indonésio a - Outubro: Os ataques indonésios a Lebos e Lela falham. - 28 de Novembro - Aidabaleten (escritório administrativo Atabae) é conquistado pelos indonésios. - A FRETILIN proclama unilateralmente a independência da República Democrática de Timor-Leste. Portugal não reconhece. - 29 de Novembro: A bandeira da Indonésia é hasteada oficialmente em Oe-Cusse Ambeno. - 30 de Novembro: A declaração de Balibo é assinada em Bali. - 6 de Dezembro: O presidente americano Gerald Ford e o Secretário de Estado Henry Kissinger dão ao presidente Indonésio Suharto carta branca sobre Timor-Leste numa conferência em Jacarta. - 7 de Dezembro: Início da Operação Seroja, a invasão indonésia do resto de Timor-Leste. A ocupação de vinto e quatro anos matou 183.000 pessoas. - 8 de Dezembro: O governador português Mário Lemos Pires deixa a colônia a bordo de um navio de guerra português de seu refúgio na ilha de Ataúro. Tal ato acaba com o domínio português de forma definitiva. - 10 de Dezembro: Os indonésios desembarcam em Baucau. - 17 de Dezembro: Um governo fantoche liderado por Arnaldo dos Reis Araújo é instalado pelos indonésios. - 25 de Dezembro: Os indonésios ocupam Tilomar e Laleia. - 30 de Dezembro: Os indonésios ocupam Ataúro. Pouco tempo depois, a última bandeira de Portugal é cerimonialmente baixada na colónia de Ataúro. - 31 de Dezembro: Os indonésios ocupam Aileu e Manatuto. |

## Ocupação Indonésia
| Ano  | Evento(s) |
| ---- | --- |
| 1976 | - 5 de Fevereiro: Os indonésios ocupam o Suai. - 23 de Fevereiro: Os indonésios ocupam Ainaro. - 15 de Abril: Em emboscada das FALINTIL nas montanhas perto de Aituto, morrem 54 soldados do 405º Batalhão de Infantaria. - 31 de Maio: Uma assembleia popular seleccionada pelo serviço secreto indonésio decide anexar Timor-Leste à Indonésia. - Junho: Os indonésios ocupam Liquiçá, Maubara e Same. - 17 de Julho: Timor-Leste torna-se oficialmente uma província da Indonésia. A anexação não é reconhecida internacionalmente. |
| 1977 | - 19 de Setembro: Francisco Xavier do Amaral é deposto e preso como presidente da FRETILIN. |
| 1978 | - Novembro: Am Matebian e as outras últimas bases de resistência da FRETILIN caem. - 12 de Dezembro: A Rádio Maubere é rastreada e fechada pelos indonésios. |
| 1979 | - 26 de Março: A Operação Seroja é encerrada e Timor Leste é declarado pacificado pelos indonésios. |
| 1980 | - 10 de Junho: Unidades das FALINTIL atacam uma estação de televisão nos arredores de Díli. É a primeira grande ação de guerrilha desde 1978. |
| 1981 | - 1/8 de Março: "Reorganização da Conferência Nacional" em Aitana (Lacluta). Xanana Gusmão torna-se chefe das FALINTIL. - 7 de Abril: O tétum é aprovado pela Igreja Católica como língua para a liturgia. - Setembro: Durante a Operação "Cerca de Pernas" (Operasi Pagar Betis), 60.000 timorenses são obrigados a percorrer o país em cadeias humanas para localizar os combatentes das FALINTIL. - 7 de Setembro: 500 pessoas, incluindo mulheres e crianças, morrem no massacre no santuário de Satno António no Aitana. |
| 1983 | - Reunião do governador nomeado pelos indonésios, Mário Carrascalão, e do chefe das FALINTIL, Xanana Gusmão, em Lariguto. - 23 de Março: Após negociações, o exército indonésio e as FALINTIL assinam um cessar-fogo. - 8 de Agosto: Depois dos indonésios terem atacado a população local, 14 soldados indonésios morreram num ataque das FALINTIL a um posto militar em Kraras (incidente de Kraras). Outras quatro batalhas seguirão na região até 6 de setembro. - 7 de Setembro: No início da retaliação indonésia, eles queimam a aldeia de Kraras. - 16 de Setembro: Entre 18 e 55 civis são executados pelos indonésios em Suco Carraubalo. - 17 de Setembro: Em Tahu Bein, entre 26 e 181 homens são mortos pelos indonésios. Ao todo, quase 300 pessoas morrem no massacre de Kraras. - 8 de Dezembro: Execução pública em Muapiti 1983 |
| 1984 | - Uma tentativa de golpe ao líder da FRETILIN, Xanana Gusmão, falha. |
| 1985 | - 21 de Julho: Nove combatentes das FALINTIL morrem numa batalha entre as FALINTIL e as forças de segurança indonésias em Tchaivatcha. Em Timor-Leste, o incidente é chamado de "tragédia de Tchaivatcha". |
| 1986 | - 31 de Março: Fundação da Convergência Nacional Timorense CNT como organização guarda-chuva dos maiores partidos timorenses. - 21 de Novembro: Combatentes das FALINTIL matam 34 soldados indonésios numa emboscada na nascente de Ossohira. |
| 1988 | - Fundação do Conselho Nacional de Resistência Maubere CNRM como sucessor da CNT. - 20 de Junho: O movimento estudantil RENETIL é fundado em Denpasar. - Dezembro: As FALINTIL conseguem invadir instituições estatais nos arredores de Díli. |
| 1989 | - 12 de Outubro: Papa João Paulo II visita Timor-Leste. Na grande feira em Tasitolu há protestos contra os indonésios. - 11 de Dezembro: No Tratado do Timor Gap, a Austrália e a Indonésia concordam com as fronteiras marítimas entre os estados e a divisão dos campos petrolíferos no Timor Rift. |
| 1990 | - Segundo encontro de Xanana Gusmão e Mário Carrascalão em Ariana. - 17 de Janeiro: Manifestação contra a ocupação indonésia durante a visita de John Monjo, embaixador dos EUA de Jacarta, em Díli. - 20 de Abril: Fundação oficial do grupo underground FITUN. |
| 1991 | - 12 de Novembro: Massacre de Santa Cruz; mais de 200 pessoas são massacradas pelo exército indonésio. - 19 de Novembro: 72 membros da RENETIL manifestam-se em frente ao escritório das Nações Unidas em Jacarta. |
| 1992 | - 11 de Março: O Lusitânia Expresso, que partiu de Darwin a 9 de Março, é interceptado por navios de guerra indonésios na sua missão "Paz em Timor" e tem de regressar. - 20 de Novembro: Xanana Gusmão é capturado. - 9 de Dezembro: 30 soldados indonésios morrem numa emboscada das FALINTIL no distrito de Manufahi perto de Maubisse. |
| 1994 | - 13 á 24 de Novembro: Manifestações violentas eclodem em Timor-Leste. - 15 á 27 de Novembro: Durante a cimeira da APEC em Bogor, na Indonésia, 29 estudantes timorenses ocupam a embaixada americana em Jacarta. |
| 1995 | - Janeiro-Março: Revoltas em Timor Leste. Os motivos são comentários anticristãos de um oficial indonésio. - 19 de Novembro: Ocupações timorenses das embaixadas britânica, holandesa e japonesa em Jacarta para a cimeira da APEC em Osaka. - 7 de Dezembro: Ocupação das embaixadas russa e holandesa em Jacarta por 112 manifestantes indonésios e timorenses. |
| 1996 | - Ocupações das embaixadas da Austrália, Nova Zelândia e França em Jacarta. - Dezembro: Carlos Filipe Ximenes Belo e José Ramos-Horta recebem o Prémio Nobel da Paz. |
| 1997 | - Março: Ocupação da embaixada austríaca em Jacarta por ativistas da RENETIL. - 31 de Março: 16 polícias indonésios e um soldado morrem numa emboscada das FALINTIL perto de Quelicai. |
| 1998 | - 23 á 27 de Abril: Congresso Nacional Timorense em Peniche, Portugal.; O CNRM mudou seu nome para Conselho Nacional de Resistência Timorense CNRT. - 21 de Maio: O presidente indonésio Suharto renuncia. Seu sucessor Bacharuddin Jusuf Habibie oferece autonomia a Timor-Leste dentro da Indonésia. - 12 de Junho: Em Jacarta, em frente ao edifício do Ministério dos Negócios Estrangeiros, decorre a maior manifestação de timorenses na Indonésia. Mais de 1800 membros da IMPETTU exigem independência. - 9 de Novembro: Forças das FALINTIL comandadas por Jaime Ribeiro atacam o QG do Koramil em Alas. - 13 de Novembro: Indonésios atacam sucoTaitudac a 9 de Novembro em retaliação ao ataque das FALINTIL. - 15 de Novembro: Ataques indonésios à aldeia de Turim e ao Suco Taitudac |
| 1999 | - 27 de Janeiro: O presidente da Indonésia, Habibie, disse que o seu governo poderia considerar a independência de Timor Leste se os timorenses recusassem uma solução de autonomia dentro da Indonésia. - 11 de Março: Nações Unidas; Indonésia e Portugal concordam em realizar referendo sobre a independência de Timor Leste. - 6 de Abril: Massacre de Liquiçá; entre 61 e 200 pessoas morreram no massacre da igreja de Liquiçá, realizado por milícias pró-indonésias e militares. - 30 de Agosto: No referendo, 78,5% dos eleitores optaram pela independência do país e contra a autonomia dentro da Indonésia. - 2 de Setembro: A violência das milícias pró-indonésias irrompe. - 4 de Setembro: O exército indonésio lançou a Operação Donner horas após o anúncio dos resultados do referendo de independência. Em um mês, 2.000 pessoas morrem, três quartos da população têm que fugir ou são deportados à força e 75% da infraestrutura do país é destruída. - 20 de Setembro: Primeiras unidades INTERFET chegam a Díli para restabelecer a ordem no país. - 21 de Setembro: O repórter holandês Sander Thoenes é assassinado por soldados indonésios em Díli. - 19 de Outubro: O Parlamento Indonésio aceita o resultado do referendo e anula a lei de anexação de 1976. |

## Administração da ONU
| Ano  | Evento(s) |
| ---- | --- |
| 1999 | - 25 de Outubro: A UNTAET é utilizada pelas Nações Unidas como administração interina. - 1 de Novembro: O último soldado indonésio deixa Timor Leste. - 17 de Novembro: Sergio Vieira de Mello torna-se presidente da administração interina. - Dezembro: O Conselho Consultivo Nacional é formado para representar o povo. |
| 2000 | - 23 de Fevereiro: Comando militar passa da INTERFET para a UNTAET. - 12 de Julho: O primeiro gabinete de transição toma posse. - Outubro: O Conselho Nacional (CN) substitui o NCC. |
| 2001 | - 1 de Fevereiro: As FALINTIL são convertidas nas F-FDTL das Forças de Defesa de Timor-Leste. - 9 de Junho: O CNRT se dissolve. - 30 de Agosto: A FRETILIN ganha as eleições para a Assembleia Constituinte com maioria absoluta. - 20 de Setembro: O segundo gabinete de transição é empossado.                            |
| 2002 | - 22 de Março: A nova constituição é aprovada pela Assembleia Constituinte. - 14 de Abril: Xanana Gusmão é eleito Presidente de Timor-Leste. - 17 de Maio: A UNMISET substitui a UNTAET. |

## Século XXI
| Ano  | Evento(s) |
| ---- | --- |
| 2002 | - 20 de Maio: Independência do Timor-Leste. - 27 de Setembro: Timor-Leste torna-se membro das Nações Unidas. - Outubro: A violência irrompe entre Makasae e Naueti em Uato-Lari. - 4 de Dezembro: Cinco pessoas morrem em tumultos em Díli. |
| 2005 | - Fevereiro: A ONU usa a Comissão de Acolhimento, Verdade e Reconciliação (CAVR) para investigar violações de direitos humanos entre 1975 e 1999. - 9 de Março: A Comissão da Verdade e Amizade (CTF) é criada pelo presidentes de Timor Leste e da Indonésia para processar a ocupação como a CAVR. - 21 de Abril: Tiroteio eclodiu perto de Maliana entre soldados indonésios e policiais timorenses da Unidade da Polícia de Fronteiras. - Maio: Após semanas de protestos contra o primeiro-ministro Alkatiri, o ensino religioso volta a ser uma disciplina obrigatória nas escolas públicas - 20 de Maio: Os últimos soldados da UNMISET saem de Timor Leste. A UNOTIL permanece no país com 45 funcionários para dar suporte. - Outubro: A CAVR apresenta o seu relatório Chega! sobre as violações dos direitos humanos durante a ocupação indonésia. |
| 2006 | - 12 de Janeiro: Timor Leste e Austrália concordam no Tratado sobre Certos Arranjos Marítimos no Mar de Timor sobre as fronteiras marítimas entre os estados e a divisão dos campos petrolíferos no Rift de Timor. - Abril/Maio: Crise de 2006; A pior agitação em Timor Leste desde a independência. Pelo menos 37 pessoas morrem, 155.000 são exiladas. - 25 de Maio: A Força Internacional de Estabilização ISF desembarca em Timor Leste para restaurar a ordem. Em 25 de maio, soldados amotinados mataram a tiros pelo menos oito policiais e feriram outros 25. - 26 de Junho: O primeiro-ministro Mari Alkatiri renuncia em meio a protestos. O seu sucessor é José Ramos-Horta. - 25 de Agosto: A ONU envia uma nova missão a Timor Leste, UNMIT. Ela começa seu trabalho em 13 de setembro. - 30 de Agosto: O líder rebelde Alfredo Reinado escapa da prisão com os seus homens. |
| 2007 | - 1/4 de Março: Alfredo Reinado é cercado pelo Exército Australiano em Same, mas acaba por escapar. - Março: Confrontos entre apoiantes da FRETILIN e apoiantes de Gusmão e Ramos-Horta em Uato-Lari. Centenas de Naueti fogem de Uato-Lari em meados de abril. - 9 de Maio: José Ramos-Horta é eleito segundo presidente da República - 19 de Maio: O Primeiro-Ministro Ramos-Hort renuncia para tomar posse como Presidente no dia seguinte. É sucedido no cargo por Estanislau da Silva. - 30 de Junho: A FRETILIN perde a maioria absoluta nas eleições parlamentares. Há tumultos de apoiantes da FRETILIN. - 8 de Agosto: Uma coligação de cinco partidos (Aliança da Maioria Parlamentar) liderada por Xanana Gusmão assume o governo. |
| 2008 | - 11 de Fevereiro: Atentado de 2008; Alfredo Reinado é morto num tiroteio na casa do Presidente Ramos-Horta. Ramos-Horta fica gravemente ferido, Xanana Gusmão escapa ileso de uma tentativa de assassinato no seu carro. O movimento rebelde entra em colapso ao longo das semanas seguintes. - Julho: O CTF apresenta o seu relatório final sobre o período de ocupação. |
| 2009 | - Janeiro: Onda de violência em Uato-Lari. - 8 de Agosto: O suspeito de crime de guerra Maternus Bere é detido no Suai. No entanto, sob pressão da Indonésia, o seu cidadão é libertado a 30 de agosto e posteriormente deportado para Timor Ocidental. Isso levou a protestos violentos da ONU, organizações de direitos humanos, a Igreja, a oposição e grandes setores da população. |
| 2010 | - 3 de Março: 24 rebeldes são condenados a vários anos de prisão por sua participação no atentado de 11 de fevereiro de 2008. - 26 de Maio: Soldados indonésios entram na zona do suco Beneufe, destroem duas casas e fincam a sua bandeira. O pano de fundo são as disputas sobre o curso da fronteira do estado. |
| 2012 | - 16 de abril: Taur Matan Ruak vence as eleições presidenciais de 2012. - 7 de Julho: Nas eleições parlamentares, o CNRT torna-se o partido mais forte e forma um governo de coligação com o PD e a Frenti-Mudança. Há tumultos de apoiantes da FRETILIN. - 15/17 de Julho: Um homem morre em tumultos em Díli. - Novembro: Os partidários do CPD-RDTL estão ocupando ilegalmente terras em Welaluhu e estabelecendo uma comuna lá contra a vontade da população local. - 31 de Dezembro: Fim da missão da Nações Unidos. As últimas forças de segurança estrangeiras saem de Timor-Leste. |
| 2013 | - 23 de Janeiro: A ex-ministra da Justiça, Lúcia Lobato, enfrenta uma pena de cinco anos de prisão por má gestão. Após um total de 18 meses de prisão, o presidente Taur Matan Ruak a perdoou em 30 de agosto de 2014. - Março: A polícia evacua a comuna do CPD-RDTL em Welaluhu. - Outubro: Mauk Moruk retorna a Timor Leste e funda o Konseilu Revolusionariu Maubere (KRM, Conselho Revolucionário Maubere) - Novembro: Membros do KRM marcham uniformizados apesar da proibição em Laga. - Dezembro: Timor-Leste inicia um processo em relação aos anteriores acordos sobre direitos de utilização no Mar de Timor com a Austrália. Em 2004, a agência australiana de inteligência estrangeira ASIS instalou escutas na sala do gabinete timorense e escutou as conversas sobre as negociações. |
| 2014 | - Fevereiro: Em Lalulai (escritório administrativo de Laga) um policial é ferido durante uma ação contra o KRM. - 3 de Março: KRM e CPD-RDTL são proibidos pelo parlamento nacional. - 10 de Março: Indivíduo é ferido por um ataque do KRM no escritório da administração de Laga. - 14 de Março: A liderança do KRM se rende ao governo e foi presa ou colocada em prisão domiciliar. O mesmo se aplica à gestão do CPD-RDTL. - 24 de Outubro: O Parlamento demite todos os funcionários estrangeiros da magistratura timorense. - 13 de Dezembro: Mauk Moruk e Labarik Maia, da KRM, são libertados por falta de provas. |
| 2015 | - Janeiro: O KRM faz dois policiais reféns e fere outros dois. O então primeiro-ministro Xanana Gusmão mediou a libertação dos reféns e Mauk Moruk e os seus seguidores fugiram para a selva. - 18 de Janeiro: Um dispositivo explosivo é lançado sobre o muro da residência do embaixador dos Estados Unidos em Díli. Um carro e janelas são danificadas. - 5 de Fevereiro: Xanana Gusmão anuncia a sua renuncia. - 16 de Fevereiro: O primeiro-minsitro Rui Maria de Araújo da FRETILIN toma posse com seu gabinete. - 8 de Março: Três policiais ficaram feridos em um ataque a uma delegacia de polícia em Baguia. Vicente da Silva Guterres, O presidente do Parlamento, que esteve presente, não foi ferido. A Operação Hanita começa contra o KRM em 11 de março. - 28 de Junho: Um soldado é baleado por membros do KRM em Atelari. - 8 de Agosto: Em Osso-Uaque, um membro do KRM é morto, ainda com um policial e um soldado ficando gravemente feridos em um tiroteio. - 16 de Agosto: Mauk Moruk e dois outros comandantes do KRM são mortos em batalha por soldados. Fim da Operação Hanita em 19 de agosto. |
| 2016 | - Março: Na disputa pelo comando supremo militar das Forças Armadas, o CNRT impõe termo à coligação com o PD. - 5 de Maio: O Presidente do Parlamento, Vicente da Silva Guterres (CNRT) é obrigado a demitir-se pelo Parlamento. Os membros do PD na presidência parlamentar são eliminados. Adérito Hugo da Costa (CNRT) é empossado como novo Presidente do Parlamento. As demais cadeiras da presidência também são ocupadas por membros do CNRT. |
| 2017 | - 20 de Março: Nas eleições presidenciais de 2017, Francisco Guterres foi eleito em primeiro turno. - 20 de Maio: Francisco Guterres assume o cargo de Presidente de Taur Matan Ruak. - 22 de Julho: Nas eleições parlamentares, a FRETILIN é o partido mais votado, logo à frente do CNRT, mas não consegue a maioria absoluta. - 15 de Setembro: Mari Alkatiri é novamente empossado como primeiro-ministro. Ele conta com uma coalizão minoritária da FRETILIN e do PD. - 12 de Outubro: CNRT, PLP e KHUNTO formam uma nova Aliança da Maioria Parlamentar (AMP) como oposição - 18 de Outubro: A AMP rejeita o programa do governo. |
| 2018 | - 26 de Janeiro: O presidente Francisco Guterres dissolve o parlamento e convoca novas eleições. - 12 de Maio: A AMP ganha maioria absoluta nas eleições parlamentares antecipadas. - 22 de Junho: Taur Matan Ruak toma posse como primeiro-ministro. - 18 de Novembro: Um policial empbreagado mata três jovens na tragédia de Culuhun. |
| 2019 | - 28 de Maio: Incêndio no Mercado de Manatuto. - 18 de Junho: O Aeroporto de Oecusse é reaberto. - 11 de Setembro: A diocese católica de Díli é elevada ao status de arquidiocese. |
| 2020 | - 17 de Janeiro: A maioria dos deputados do CNRT, juntamente com a oposição, rejeitou repetidamente a proposta de orçamento do governo. A coalizão governista AMP se desfaz. - 5 de Fevereiro: 17 timorenses são evacuados para a Nova Zelândia em um voo da Air New Zealand de Wuhan (República Popular da China), que é afetada pela epidemia de Novo Coronavírus. São autorizados a regressar em Timor-Leste a 21 de Fevereiro. - 22 de Fevereiro: CNRT, PD, KHUNTO, UDT, FM e PUDD assinam acordo para formar nova coalizão governamental. - 24 de Fevereiro: Taur Matan Ruak apresenta sua renúncia como primeiro-ministro - 13 de Março: Uma inundação causa graves danos em Díli. - 21 de Março: Uma infecção de COVID-19 é relatada em Timor Leste pela primeira vez. - 27 de Março: Início do primeiro estado de emergência, devido ao COVID-19 até 26 de abril de 2020. - 8 de Abril: Taur Matan Ruak desiste de sua renúncia. - 29 de Abril: KHUNTO sai novamente da nova aliança partidária e enfatiza seu apoio ao VIII governo. - 11 de Maio: Xanana Gusmão anuncia a saída do CNRT do governo. - 19 de Maio - Numa conturbada sessão parlamentar, o Presidente do Parlamento Arão Noé da Costa Amaral é substituído por Aniceto Guterres Lopes. - O chefe do Exército Lere Anan Timur ameaça prender os líderes do RNDJK. |
| 2021 | - 4 de Abril: Inundações na Indonésia e Timor Leste 2021. - 3 de Maio: Uma enorme explosão ocorre no Vulcão de Lama, em Raitahu - 29 de Julho: Na noite de 29 de julho, mais de 400 casas foram incendiadas no local do antigo mercado de Comoro. - 30 de Dezembro: Um terremoto causa danos materiais em Venilale |
| 2022 | - 1 de Janeiro: Ataúro é elevado à categoria de município. Hatulia B e Loré são criados como novos escritórios administrativos - 19 de Abril: José Ramos-Horta derrota o titular Francisco Guterres nas eleições presidenciais de Timor-Leste de 2022 em segundo turno. Ramos-Horta tomou posse em 20 de maio para seu segundo mandato. |